# Palmarès dell'Hockey Novara
L'Hockey Novara nella sua storia si è aggiudicato trentadue scudetti, venti Coppe Italia e tre Coppe di Lega che ne fanno la squadra più titolata in ambito nazionale; a livello europeo ha conquistato tre Coppe CERS, disputando nel complesso dieci finali di coppa (quattro in Coppa dei Campioni, due in coppa delle Coppe e quattro in Coppa CERS).

## Competizioni ufficiali
58 trofei

### Competizioni nazionali
55 trofei
- Campionato italiano: 32 (record)

1930, 1931, 1932, 1933, 1934, 1936, 1946, 1947, 1949, 1950 
1958, 1959, 1969, 1970, 1971, 1972, 1973, 1974, 1975, 1977  
1984-1985, 1986-1987, 1987-1988, 1992-1993, 1993-1994, 1994-1995, 1996-1997, 1997-1998, 1998-1999, 1999-2000   
2000-2001, 2001-2002
- Coppa Italia: 20 (record)

1966, 1967, 1969, 1970, 1972, 1976, 1984-1985, 1985-1986, 1986-1987, 1987-1988 
1992-1993, 1993-1994, 1994-1995, 1995-1996, 1996-1997, 1997-1998, 1998-1999, 1999-2000, 2000-2001, 2001-2002  

- Coppa di Lega: 3 (record)

1998-1999, 1999-2000, 2000-2001

### Competizioni internazionali
3 trofei
- Coppa CERS/WSE: 3 (record condiviso con il Barcelos, il Liceo La Coruña e il Lleida)

1984-1985, 1991-1992, 1992-1993

## Altri piazzamenti

### Competizioni nazionali
- Campionato italiano:

2º posto/finale play-off scudetto: 1953, 1964, 1965, 1967, 1968, 1989-1990, 1995-1996
3º posto/semifinale play-off scudetto: 1929, 1935, 1939, 1945, 1948, 1951, 1952, 1957, 1960, 1976, 1982-1983, 1983-1984, 1985-1986, 1988-1989, 1990-1991, 1991-1992
- Coppa Italia

Finale: 1975, 1989-1990

### Competizioni internazionali
- Coppa dei Campioni/Champions League/Eurolega

Finale: 1970-1971, 1971-1972, 1985-1986, 1987-1988
Semifinale: 1974-1975, 1988-1989, 1993-1994, 1994-1995, 1997-1998, 1998-1999, 1999-2000
- Coppa delle Coppe

Finale: 1986-1987, 1990-1991
Semifinale: 1976-1977
- Coppa CERS/WSE

Finale: 1983-1984
Semifinale: 2006-2007

## Vittorie multiple
- Doppiette (Campionato e Coppa Italia): 15

1969, 1970, 1972, 1984-1985, 1986-1987, 1987-1988, 1992-1993, 1993-1994, 1994-1995, 1996-1997, 1997-1998, 1998-1999, 1999-2000, 2000-2001, 2001-2002
- Tripletta (Campionato, Coppa Italia e Coppa di Lega): 3

1998-1999, 1999-2000, 2000-2001
- Tripletta (Campionato, Coppa Italia e Coppa CERS/WSE): 2

1984-1985, 1992-1993

### Libri
- Beppe Vaccarone e Leonardo Monteforte, ... e fan 21 Storia del 21º scudetto, Novara, Edizioni Record, 1985.
- Gianfranco Capra, Quaderni novaresi. Lino Grassi la storia dell'hockey, Novara, Zen iniziative, 2008.
- Gianfranco Capra, Tappeto rosso per lo sport novarese, Novara, Azzurra editrice, aprile 2012.
- Gianfranco Capra Mario Scendrate, Hockey su pista in Italia e nel mondo, Novara, S.E.N., 1984.
- Paolo Virdi, 50 minuti di gloria. Gli anni moderni dell'hockey pista. Volume 1, Lodi, Lodinotizie, 2012, ISBN 978-88-908803-0-8.
- Paolo Virdi, 50 minuti di gloria. Gli anni moderni dell'hockey pista. Volume 2, Lodi, Lodinotizie, 2013, ISBN 978-88-908803-1-5.
- Romolo Barisonzo, La mia fatal Novara, Novara, Interlinea edizioni, 1997, ISBN 88-8212-137-2.
- Fernando Castro, Campeonatos do mundo de hóquei em patins: contributos para a sua história, Despertar Memórias, agosto 2011, ISBN 978-989-20-2611-4.
- Andrea Cordovani, La farfalla a rotelle. Stefano Dal Lago: una vita per lo sport, Scarlino, Ouverture Edizioni, 2013, ISBN 978-88-97157-23-6.

### Pubblicazioni
- Marco Barbero, Hockey Novara una storia plurimedagliata (PDF), in SportRegionePiemonte, n. 6/2008, giu 2008. URL consultato il 27 agosto 2013 (archiviato dall'url originale il 9 dicembre 2013).
- Gianfranco Capra, La sala sotterranea del cinema Vittoria, in Novara è, n. 4/2013, aprile 2013.
- Gianfranco Capra, Gli scudetti degli anni '40-'50, in Enciclopedia dello sport di Novara e VCO, supplemento al periodico "Tribuna Sportiva", 27 settembre 1993, n. 58, Novara, 1993.
- Gianfranco Capra Mario Scendrate, Hockey Novara. Tutti i nazionali, in Enciclopedia dello sport di Novara e VCO, supplemento al periodico "Tribuna Sportiva", 25 ottobre 1993, n. 66, Novara, 1993.
- Isabella Arnoldi Giuseppe Cortese, Ubezio, 10 anni di hockey, in Enciclopedia dello sport di Novara e VCO, supplemento al periodico "Tribuna Sportiva", 11 marzo 1994, n. 19, Novara, 1994.
- Gianfranco Capra, Ferruccio Panagini. Il diavolo sulle rotelle, in Enciclopedia dello sport di Novara e VCO, supplemento al periodico "Tribuna Sportiva", 13 dicembre 1993, n. 80, Novara, 1993.
- Devecchi, Quell'Hockey Novara che non c'è più, in Corriere di Novara, n. 100/2013, 13 settembre 2013,  pp. 32-33.